# Bert Christman
Bert Christman, né le 31 mai 1915 à Fort Collins dans l'État du Colorado et mort le 23 janvier 1942, est un dessinateur américain de bande dessinée.

## Biographie
Bert Christman, naît le 31 mai 1915 à Fort Collins. En 1936, il reprend le comic strip Scorchy Smith de Noel Sickles. Il reste sur cette série quotidienne pendant deux ans avant de travailler pour DC Comics où il crée Sandman avec Gardner Fox au scénario. Il quitte ensuite la bande dessinée et s'engage comme volontaire dans l'armée de l'air. Il meurt le 23 janvier 1942 d'une balle dans le cou alors qu'il s'extrayait de son avion abattu par l'armée japonaise en Birmanie,.
Sa vie héroïque et tragique mort a fait l'objet de nombreux articles et d'un film documentaire. Un an après sa mort, l'aérodrome à l'ouest de la ville a été nommée Christman Field en son honneur.